# Bernay-Saint-Martin
Bernay-Saint-Martin è un comune francese di 761 abitanti situato nel dipartimento della Charente Marittima nella regione della Nuova Aquitania.

## Società

### Evoluzione demografica
Abitanti censiti